# Oberrieden (Germania)
Oberrieden è un comune tedesco di 1 277 abitanti, situato nel land della Baviera.